# 온라인 어원 사전
온라인 어원 사전(Online Etymology Dictionary)은 영어 단어의 어원을 설명해 주는 온라인 사전이다. 온라인 어원 사전의 약자는 OED인데, 옥스퍼드 영어 사전의 약자와 일치한다.

## 설명
온라인 어원 사전은 더글러스 하퍼가 만든 온라인 사전으로 비속어와 전문 용어를 포함한 30,000개 이상 단어의 역사와 진화를 기록하는 사전이다.

## 평가
온라인 어원 사전은 오하이오 대학교 도서관에서 어원학적인 출처를 밝히는데 참고 자료로 사용되고 있고, 시카고 트리뷴에서는 "정확한 단어를 찾기 위한 최고의 출처"라고 인용되고 있다. OED는 수많은 문서에서 단어의 역사와 진화를 설명하는 출처로 인용되고 있다.